# Oswaldo Riberto
Oswaldo Riberto (Penápolis, 30 de agosto de 1933 — São Paulo, 23 de junho de 1993), foi um futebolista brasileiro que atuava como lateral-esquerdo. Riberto era chamado de "Britânico" não só pela sua pontualidade nos treinos e compromissos, mas também por seguir à risca as instruções dos treinadores com quem trabalhou em todas as equipes que defendeu, mesmo que para isso tivesse que sacrificar suas características dentro do gramado.

## Biografia
Riberto, nascido no interior paulista, em Penápolis, foi criado em Porto Feliz. Acabou revelado para o futebol pelo Ypiranga, da capital, aonde chegou em 1947, aos treze anos de idade. Após jogar nas categoria de base, foi promovido ao time titular em 1952, quando jogou ao lado do zagueiro Mário Travaglini e do ponta-esquerda Rubens Minelli.
Contratado pelo São Paulo, defendeu o clube entre 1956 e 1964, sendo campeão paulista em 1957 e participando da inauguração do Estádio do Morumbi, em 1960. Com a idade já avançada para um atleta, deixou o Tricolor após a chegada de Tenente, Celso e Serafim. No total, defendeu o São Paulo em 477 jogos, vencendo 252 e empatando 117, tendo marcado, no total, dezenove gols pelo clube.
Um de seus netos, também chamado de Riberto, disputou a Copa São Paulo de Futebol Júnior de 2005.

## Títulos
São Paulo
- Campeonato Paulista: 1957